# Johann Joseph Faber
Johann Joseph Faber (Hosingen, 30 maart 1767 - Wiltz, 19 maart 1846) was een Luxemburgs leerlooier, burgemeester, vrederechter en lid van de Tweede Kamer der Staten-Generaal in de tijd van het Verenigd Koninkrijk der Nederlanden.
Johann Joseph Faber was een zoon van Christian Faber en Catharine Dainemont, en was leerlooier en handelaar in het Luxemburgse Wiltz. In dat plaatsje zou hij ook burgemeester en vrederechter worden. Toen in 1815 een nieuwe grondwet voor het Verenigd Koninkrijk der Nederlanden moest worden goedgekeurd, was Faber een van de afgevaardigden naar de Vergadering van Notabelen, voor het arrondissement Diekirch. Daarna was hij van 1817 tot 1830 lid van de Tweede Kamer voor het Groothertogdom Luxemburg.
In de Tweede Kamer stelde Faber zich oppositioneel op tegenover Koning Willem I, zo behoorde hij tot de leden die voor het verworpen voorstel stemden om de oproerwetgeving uit 1815 af te schaffen, tot de tien leden die in datzelfde jaar tegen de Blanketwet stemden en stemde hij in 1819 en 1820 tegen de tienjarige begroting.